# 黃文捷
黃文捷（1929年—），出生于广东中山，中国翻譯家、作家，北京大学西方语言文學系畢業，專業是意大利語。 
译有但丁《神曲》全譯本、諾貝爾文學獎得主皮兰德娄、达里奥·福的劇作以及黛萊達的小說《邪惡之路》等意大利語文學作品。